# Echinococcus equinus
Echinococcus equinus (Williams & Sweatman, 1963) (dříve označovaný jako Echinococcus granulosus genotyp 4 nebo Echinococcus granulosus equinus) je drobná 1–5 mm dlouhá tasemnice z čeledi Taeniidae s dvojhostitelským cyklem. Mezihostitelem jsou koňovití a definitivním hostitelem tasemnice jsou psi. Původně se jednalo o kmen či genotyp měchožila zhoubného. Fylogenetická analýza naznačila, že genotyp G4 se natolik liší od ovčího kmene měchožila, že byl přeřazen do samostatného druhu E. equinus. V ČR se druh nevyskytuje, sporadicky je však nacházen například ve Velké Británii. U psů se druh nijak klinicky neprojevuje, u koní způsobuje cystickou echinokokózu.